# Hugo II de Chipre

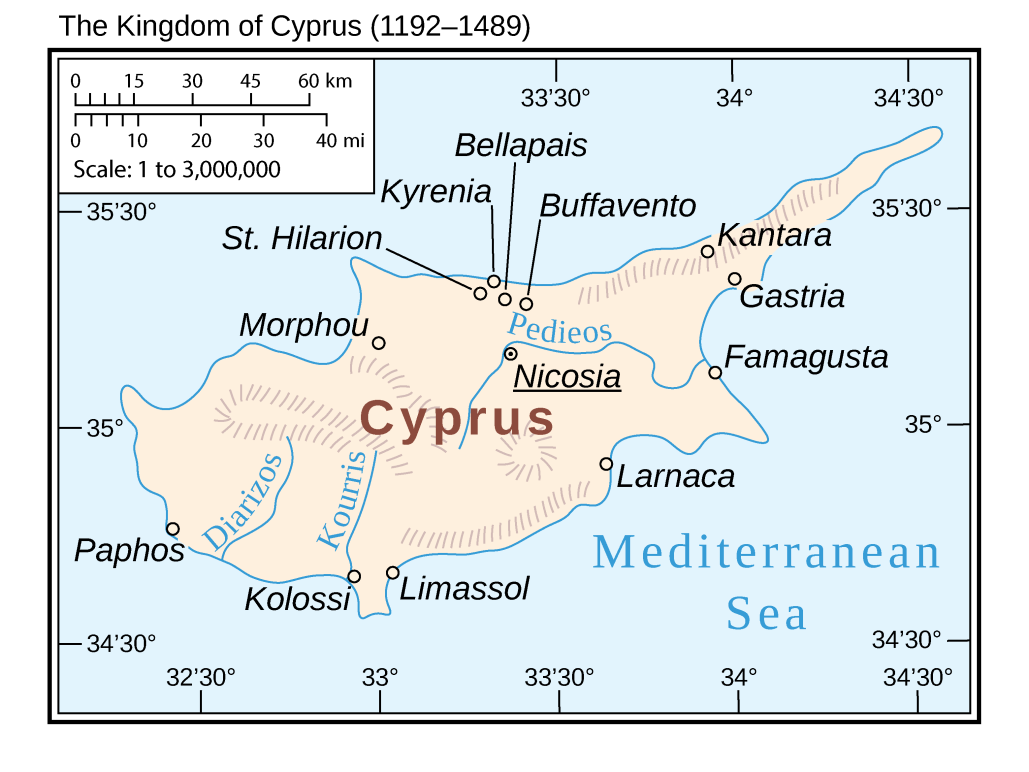
El Reino de Chipre con sus ciudades.

Hugo II de Chipre o Hugo II de Lusignan (1252 - 5 de diciembre de 1267) fue rey de Chipre y, desde la edad de 5 años, también regente del Reino de Jerusalén.
Hijo de Enrique I de Chipre, y de Plaisance de Antioquía, hija de Bohemundo V de Antioquía, huérfano de padre cuando apenas tenía un año, ascendió al trono de Chipre como Hugo II, bajo la regencia de su madre, y luego, desde 1261, de su primo Hugo de Antioquía (el futuro Hugo III de Chipre), el mejor candidato calificado para sucederlo en el trono. En 1264 se casó con Isabel de Ibelín, pero el matrimonio no tuvo hijos. Cuando el joven rey murió en 1268, con tan solo 15 años y sin hijos, en Chipre se extinguió la línea directa de los Lusignan, solo el propio Hugo de Antioquía, quien añadió su nombre al de Lusignan, inició la rama colateral de Antioquía, que habría gobernado la isla hasta 1489, cuando los venecianos tomaron posesión.